# 1987 год в спорте
Список 1987 год в спорте описывает спортивные события, произошедшие в 1987 году.

## СССР
- Чемпионат СССР по боксу 1987;
- Чемпионат СССР по классической борьбе 1987;
- Чемпионат СССР по лёгкой атлетике 1987;
- Чемпионат СССР по русским шашкам среди женщин 1987;
- Чемпионат СССР по самбо 1987;
- Чемпионат СССР по хоккею с мячом 1986/1987;

### Волейбол
- Чемпионат СССР по волейболу среди женщин 1986/1987;
- Чемпионат СССР по волейболу среди женщин 1987/1988;
- Чемпионат СССР по волейболу среди мужчин 1986/1987;
- Чемпионат СССР по волейболу среди мужчин 1987/1988;

### Футбол
- Кубок СССР по футболу 1986/1987;
- Кубок СССР по футболу 1987/1988;
- Чемпионат Латвийской ССР по футболу 1987;
- Чемпионат СССР по футболу 1987;
- ФК «Спартак» Москва в сезоне 1987;
- Созданы женские клубы:
  - «Алектан»;
  - «Лада»;
  - «Легенда»;
  - «Мордовочка»;
  - СКИФ;
- Созданы клубы:
  - «Артания»;
  - «Локомотив-НН»;
  - «Славия-Мозырь»;

### Хоккей с шайбой
- Чемпионат СССР по хоккею с шайбой 1986/1987;
- Чемпионат СССР по хоккею с шайбой 1987/1988;
- Создан женский клуб «Бирюса»;

### Шахматы
- Чемпионат СССР по шахматам 1987;
- Личный чемпионат СССР по шахматной композиции 1987;
- Матч между гроссмейстерами Анатолием Карповым и Гарри Каспаровым в Севилье, в Испании.

## Международные события
- Панамериканские игры 1987;
- Средиземноморские игры 1987;
- Зимняя Универсиада 1987;
- Летняя Универсиада 1987;

### Чемпионаты Европы
- Чемпионат Европы по баскетболу 1987;
- Чемпионат Европы по бейсболу 1987;
- Чемпионат Европы по боксу 1987;
- Чемпионат Европы по фигурному катанию 1987;
- Чемпионат Европы по международным шашкам среди мужчин 1987;

### Чемпионаты мира
- Чемпионат мира по академической гребле 1987;
- Чемпионат мира по бадминтону 1987;
- Чемпионат мира по биатлону 1987;
- Чемпионат мира по конькобежному спорту в классическом многоборье 1987;
- Чемпионат мира по конькобежному спорту в классическом многоборье среди женщин 1987;
- Чемпионат мира по лёгкой атлетике 1987;
- Чемпионат мира по международным шашкам среди женщин 1987;
- Чемпионат мира по международным шашкам среди мужчин 1987 (матч);
- Чемпионат мира по регби 1987;
- Чемпионат мира по современному пятиборью среди женщин 1987;
- Чемпионат мира по фигурному катанию 1987;
- Чемпионат мира по хоккею с мячом 1987;
- Чемпионат мира по художественной гимнастике 1987;

### Баскетбол
- Кубок чемпионов ФИБА 1986/1987;
- Кубок чемпионов ФИБА 1987/1988;

### Волейбол
- Волейбол на летних Олимпийских играх 1988 (квалификация);
- Волейбол на Панамериканских играх 1987;
- Кубок европейских чемпионов по волейболу среди женщин 1986/1987;
- Кубок европейских чемпионов по волейболу среди женщин 1987/1988;
- Чемпионат Азии по волейболу среди женщин 1987;
- Чемпионат Азии по волейболу среди мужчин 1987;
- Чемпионат Африки по волейболу среди женщин 1987;
- Чемпионат Африки по волейболу среди мужчин 1987;
- Чемпионат Европы по волейболу среди женщин 1987;
- Чемпионат Европы по волейболу среди женщин 1987 (квалификация);
- Чемпионат Европы по волейболу среди мужчин 1987;
- Чемпионат Европы по волейболу среди мужчин 1987 (квалификация);
- Чемпионат Северной, Центральной Америки и Карибского бассейна по волейболу среди женщин 1987;
- Чемпионат Северной, Центральной Америки и Карибского бассейна по волейболу среди мужчин 1987;
- Чемпионат Южной Америки по волейболу среди женщин 1987;
- Чемпионат Южной Америки по волейболу среди мужчин 1987;

### Снукер
- Fidelity Unit Trusts International 1987;
- British Open 1987;
- Irish Masters 1987;
- Mercantile Credit Classic 1987;
- Гран-при 1987;
- Мастерс 1987;
- Официальный рейтинг снукеристов на сезон 1986/1987;
- Официальный рейтинг снукеристов на сезон 1987/1988;
- Снукерный сезон 1986/1987;
- Чемпионат Великобритании по снукеру 1987;
- Чемпионат мира по снукеру 1987;

### Футбол
- Матчи сборной СССР по футболу 1987;
- Кубок европейских чемпионов 1986/1987;
- Кубок европейских чемпионов 1987/1988;
- Кубок Либертадорес 1987;
- Кубок обладателей кубков УЕФА 1987/1988;
- Кубок чемпионов КОНКАКАФ 1987;
- Кубок обладателей кубков УЕФА 1986/1987;
- Кубок обладателей кубков УЕФА 1987/1988;
- Международный футбольный кубок 1987;
- Финал Кубка европейских чемпионов 1987;
- Финал Кубка обладателей кубков УЕФА 1987;

### Хоккей с шайбой
- Группа D чемпионата мира по хоккею с шайбой 1987;
- Драфт НХЛ 1987;
- Кубок Канады 1987;
- НХЛ в сезоне 1986/1987;
- НХЛ в сезоне 1987/1988;
- Пригласительный турнир по хоккею с шайбой 1987 (женщины);
- Рандеву-87;
- Хоккейная драка в Пьештянах;
- Чемпионат мира по хоккею с шайбой 1987;

### Шахматы
- Матч за звание чемпиона мира по шахматам 1987;
- Матч за звание чемпиона мира по шахматам 1987;
- Межзональный турнир по шахматам 1987 (Загреб);
- Межзональный турнир по шахматам 1987 (Сирак);
- Межзональный турнир по шахматам 1987 (Суботица);
- Суперфинал претендентов 1987;

## Моторные виды спорта
- Формула-1 в сезоне 1987;
- СССР в первый раз выставила экипажи в шоссейно-кольцевых гонках грузовиков. Пилоты Михаил Львов и Юрий Черников выступали за команду МАЗ-TRT.

## Родились

### Январь
- 6 января — Чжан Линь, китайский пловец.
- 9 января— Сэм Бёрд, британский автогонщик.
- 10 января — Сезар Сьелу, бразильский пловец.
- 12 января — Эдоардо Мортара, итальянский автогонщик.
- 25 января — Мария Кириленко, российская профессиональная теннисистка.
- 27 января
  - Денис Глушаков, российский футболист.
  - Антон Шунин, российский футболист.

### Февраль
- 8 февраля — Каролина Костнер, итальянская фигуристка.
- 9 февраля — Магдалена Нойнер, немецкая биатлонистка.
- 10 февраля — Сергей Бубка, украинский профессиональный теннисист.
- 12 февраля — Жереми Шарди, французский профессиональный теннисист.
- 27 февраля — Флоренс Киплагат, кенийская легкоатлетка, которая специализируется в беге на длинные дистанции.

### Март
- 5 марта — Анна Чакветадзе, российская теннисистка.
- 5 марта — Блаж Кавчич, словенский профессиональный теннисист.
- 14 марта — Араван Резаи, французская теннисистка.
- 18 марта — Ребекка Сони, американская пловчиха.

### Апрель
- 2 апреля — Маттиас Бахингер, немецкий профессиональный теннисист.
- 19 апреля — Мария Шарапова, российская теннисистка.
- 26 апреля — Ярмила Гайдошова, словацкая профессиональная теннисистка, выступающая за Австралию.

### Май
- 1 мая — Шахар Пеер, израильская профессиональная теннисистка.
- 4 мая
  - Франсеск Фабрегас, испанский футболист.
  - Хорхе Лоренсо, испанский мотогонщик.
- 15 мая — Энди Маррей, британский профессиональный теннисист, олимпийский чемпион 2012 года.
- 22 мая — Новак Джокович, сербский теннисист, первая ракетка мира с 4 июля 2011 года.
- 24 мая — Фабио Фоньини, итальянский профессиональный теннисист.
- 25 мая — Камиль Стох, польский прыгун с трамплина.
- 27 мая — Мартина Сабликова, чешская конькобежка.
- 29 мая — Кенни де Схеппер, французский профессиональный теннисист фламандского происхождения.

### Июнь
- 20 июня — Карстен Болл, австралийский профессиональный теннисист.
- 24 июня — Лионель Месси, аргентинский футболист. Один из величайших в мире и Аргентине.

### Июль
- 3 июля — Себастьян Феттель, немецкий автогонщик Формулы-1.
- 13 июля — Аджмал Касаб, пакистанский террорист.
- 17 июля
  - Андрей Воронцевич, российский баскетболист.
  - Даниэль Брандс, немецкий профессиональный теннисист.
- 22 июля
  - Шарлотт Калла, шведская лыжница.
  - Андрей Голубев, российский профессиональный теннисист.

### Август
- 7 августа — Сидни Кросби, канадский хоккеист.
- 16 августа — Василиса Кравчук, российская пловчиха в ластах.
- 19 августа — Нико Хюлькенберг, немецкий автогонщик, пилот Формулы-1.
- 21 августа — Антон Шипулин, российский биатлонист.
- 22 августа — Миша Зверев, немецкий профессиональный теннисист российского происхождения.

### Сентябрь
- 6 сентября — Анна Павлова, российская гимнастка.
- 7 сентября — Александра Возняк, канадская профессиональная теннисистка польского происхождения.
- 13 сентября — Цветана Пиронкова, болгарская профессиональная теннисистка.
- 21 сентября — Фемке Хемскерк, голландская пловчиха.

### Октябрь
- 4 октября — Яна Трофимец, украинская пловчиха в ластах;
- 5 октября — Ляо Хуэй, китайский тяжелоатлет;
- 7 октября — Сэм Куэрри, американский профессиональный теннисист;
- 11 октября — Мария Ивановна Садилова, российская лыжница и биатлонистка;
- 14 октября — Муса Хаманаев, российский боец смешанных единоборств;
- 19 октября — Сэмюэль Грот, австралийский профессиональный теннисист;
- 30 октября
  - Екатерина Тудегешева, российская сноубордистка;
  - Шейх-Магомед Вакаев, российский чеченский дзюдоист и самбист.

### Ноябрь
- 6 ноября — Ана Иванович, сербская теннисистка.
- 13 ноября — Дана Воллмер, американская пловчиха.

### Декабрь
- 30 декабря — Томас Беллуччи, бразильский профессиональный теннисист.